# Beatrice Fieschi
Beatrice Fieschi conosciuta anche come la Dame de Bourget (1225 circa – luglio 1283) fu contessa consorte di Savoia, in quanto seconda moglie del conte Tommaso II di Savoia, dal 1251 al 1259, anno della morte di quest'ultimo.

## Origine
Beatrice era la terza figlia femmina di Teodoro Fieschi, conte di Lavagna, e della di lui consorte Simona de Volta di Capo Corso.
Teodoro Fieschi era figlio di Ugo, conte di Lavagna e della nobile Beatrice Grillo (di Amico).
Sinibaldo Fieschi dei conti di Lavagna, papa Innocenzo IV, era suo zio (il fratello di suo padre), mentre Ottobono Fieschi, papa Adriano V, era suo fratello.

## Biografia
Beatrice nel 1251 andò in moglie al signore del Piemonte e conte di Moriana, Tommaso, che, secondo lo storico francese Samuel Guichenon, nel suo Histoire généalogique de la royale maison de Savoie, era il figlio maschio terzogenito di Tommaso I, Conte di Savoia, d'Aosta e di Moriana, e della moglie, Margherita o forse Beatrice, che secondo la Chronica Albrici Monachi Trium Fontium era figlia del Conte di Ginevra, Guglielmo I e della signora di Faucigny, Beatrice; il matrimonio viene confermato dal monaco benedettino inglese, cronista della storia inglese, Matteo da Parigi, che scrive che, nel 1251, Tommaso sposò una nipote del papa, dopo che a Tommaso, secondo, Bruno Galland, nel suo Les papes d'Avignon et la Maison de Savoie : 1309-1409, era stata tolta la scomunica; sempre Matteo di Parigi ricorda che Beatrice portò in dote in castelli di Rivoli e Viana e la valle di Susa.
Tommaso era al suo secondo matrimonio, in quanto era vedovo della Contessa delle Fiandra e di Hainaut, Giovanna, da cui non aveva avuto figli.
Suo marito Tommaso era il fratello del conte di Savoia, Amedeo IV, che, nel 1253, nel suo quinto ed ultimo testamento, confermava il figlio, Bonifacio, ancora minorenne, suo erede sotto la tutela di suo fratello Tommaso (Haeres universalis Bonifacius filius suus, sub tutela Thomæ comitis).
Suo cognato, Amedeo IV, morì il 13 luglio 1253 e Bonifacio, l'unico figlio maschio, gli succedette, a soli 9 anni guidato dai consigli della madre e sotto la reggenza di zio Tommaso, signore del Piemonte; anche altri due storici francesi, Victor Flour de Saint-Genis e Jean Frézet confermano che Bonifacio divenne conte di Savoia a 9/10 anni, sotto la reggenza dello zio Tommaso, che assunse il titolo di Tommaso II conte di Savoia.
Nel 1254 Beatrice redasse un testamento in cui dichiarava sua erede universale l'abbazia di San Giusto.
Suo marito, Tommaso morì nel 1259; secondo Matteo di Parigi, Tommaso fu avvelenato (dicitur potionatus). Fu sepolto nel presbiterio della cattedrale di Aosta. Nei titoli di conte di Moriana e signore del Piemonte gli succedette il figlio primogenito, Tommaso.
Suo nipote, Bonifacio, rimasto solo a governare la contea si riavvicinò al partito ghibellino, al cognato Manfredi, reggente del regno di Sicilia.
Al momento della morte del marito i tre figli maschi era tenuti in prigione ad Asti; intervenne allora il fratello di Beatrice, il cardinale Ottobono Fieschi, futuro papa Adriano V, che con truppe genovesi e altri Guelfi ottenne la liberazione dei tre bambini.
Nel 1263, il conte di Savoia, suo nipote, Bonifacio, fu attaccato alle porte di Torino dalle truppe del comune di Asti, che lo sconfissero e lo fecero prigioniero e dove morì per le ferite riportate.
Non essendo ancora sposato, Bonifacio non aveva eredi, e la successione sarebbe spettata ai figli maschi di Beatrice, figli del duca Tommaso II; anche le sorelle di Bonifacio avanzarono pretese; ma alla fine, il fratello di Tommaso II, il conte di Richmond e di Romont, Pietro, riuscì a farsi riconoscere conte di Savoia.
L'anno dopo, nel 1264, sua cognata, Beatrice, contessa consorte di Provenza e di Forcalquier, citò Beatrice nel suo testamento come la vedova del conte Tommaso II (Beatrici relictæ Thomæ de Sabaudia comitis).
Beatrice si ritiro nel Castello di Le Bourget-du-Lac, di proprietà del marito Tommaso; infatti, nel 1273, Beatrice venne citata in un altro testamento, quello di Adelasia, vedova di Alberto IV signore di La Tour e Coligny, e imparentata coi Savoia col titolo di contessa di Borget (domine Comitisse del Borget consanguinee mee) assieme ai due figli maggiori, Tommaso e Amedeo (Thome et Amedeo de Sabaudia filiis eiusdem).
Beatrice nel maggio del 1282 era ancora in vita, in quanto citata nel testamento del figlio primogenito, Tommaso, (matri meæ dominæ B. comitissæ); il testamento è riprodotto integralmente nelle Preuves de l'Histoire généalogique de la royale maison de Savoie di Samuel Guichenon.
Lo storico savoiardo, François Mugnier, nel suo Les Savoyards en Angleterre au XIIIe siècle et Pierre d'Aigueblanche, évêque d'Héreford riporta che Beatrice (la Dame de Bourget) morì tra l'8 ed il 9 luglio e fu inumata ad Altacomba.
Solo due anni dopo, nel 1285, il suo figlio secondogenito, Amedeo, (il primogenito, Tommaso, era morto nel 1282) diventò conte di Savoia, succedendo allo zio, Filippo I.

## Figli
Beatrice a Tommaso diede quattro figli:
- Tommaso (1252 – 1282), detto Tommasino, divenuto poi signore del Piemonte, citato coi fratelli nel testamento di sua zia, Beatrice, contessa consorte di Provenza e di Forcalquier, (Thomam Amedeum et Ludovicum filios quondam Dom. Thome fratris mei)[21];
- Amedeo (1253 – 1325) suo successore dopo Bonifacio, Pietro II e Filippo I, citato coi fratelli nel testamento di sua zia, Beatrice, contessa consorte di Provenza e di Forcalquier, (Thomam Amedeum et Ludovicum filios quondam Dom. Thome fratris mei)[21];
- Ludovico o Luigi (1254 – 1302), citato coi fratelli nel testamento di sua zia, Beatrice, contessa consorte di Provenza e di Forcalquier, (Thomam Amedeum et Ludovicum filios quondam Dom. Thome fratris mei…Alienore filie predicti comitis Thome)[21], divenuto poi Barone di Vaud, capostipite della linea omonima di Savoia-Vaud, che sposò in prime nozze Adelma di Lorena, quindi Isabella di Aulnay ed infine Giovanna di Montfort;
- Eleonora (1255 circa – 1296), citata nel testamento di sua zia, Beatrice, contessa consorte di Provenza e di Forcalquier, (Alienore filie predicti comitis Thome)[21], andata sposa a Ludovico di Forez-Beaujeu.

### Fonti primarie
- (LA)  Monumenta Germaniae Historica, Scriptores, tomus XXIII)
- (LA)  Monumenta Germaniae Historica, Scriptores, tomus IX.
- (LA)  Peter der Zweite, Graf von Savoyen, Markgraf in Italien
- (LA)  Matthæi Parisiensis, Monachi Sancti Albani, Chronica Majorar, vol. V.

### Letteratura storiografica
- (IT)  Museo scientifico, letterario ed artistico:Beatrice Fieschi, pagg. 53 e 54
- (FR)  Histoire de Savoie, d'après les documents originaux,... par Victor ... Flour de Saint-Genis. Tome 1
- (FR)  Histoire généalogique de la royale maison de Savoie, justifiée par titres, ..par Guichenon, Samuel
- (FR)  Histoire de la Maison de Savoie
- (FR)  Preuves de l'Histoire généalogique de la royale maison de Savoie, justifiée par titres, ..par Guichenon, Samuel
- (FR)  Mémoires et documents publiés par la Société savoisienne, tome XXIX